# Burg Templštejn (Oslava)
Die Ruine der Burg Templštejn, tschechisch hrad Tempelštejn, (auch Tempelštein, Tempelstýn, deutsch Tempelstein) ist die Ruine einer Spornburg anderthalb Kilometer westlich von Dolní Heřmanice im Okres Žďár nad Sázavou, Tschechien.

## Geographische Lage
Templštejn liegt linksseitig über dem Tal der Oslava auf einem bewaldeten Bergsporn im Krischanauer Bergland (Křižanovská vrchovina) im Süden der Böhmisch-Mährischen Höhe. Nordwestlich unterhalb befindet sich die Eliášova Myslivna (Forsthaus Elias).
Umliegende Ortschaft sind Petráveč im Norden, Dolní Heřmanice im Osten, Oslava im Südosten, Studnice im Süden, Rohy im Westen sowie Osové und Nesměř im Nordwesten.

## Geschichte
Über die Burg besteht keine schriftliche Überlieferung. Sie wurde vermutlich am Übergang vom 13. zum 14. Jahrhundert als spätmittelalterliche Wachburg errichtet. Der Name Tempelstein stammt aus der volkstümlichen Überlieferung, ob sie  vom Templerorden erbaut wurde, ist nicht nachweisbar.
Seit der ersten Hälfte des 16. Jahrhunderts gilt die Burg Tempelstein als wüst. Über ihren Untergang ist nichts bekannt. Da keine Nachrichten über ihre Eroberung oder Zerstörung vorliegen, wird angenommen, dass die Burg niederbrannte und nicht wieder aufgebaut worden ist.
Erhalten sind ein anderthalb Meter starker und fünf Meter hoher Stumpf des Bergfriedes auf vier Metern Länge sowie Reste des Burggrabens.
Eine gleichnamige Burgruine  Templštejn  aus der gleichen Epoche befindet sich unweit östlich an der Jihlava. Die beiden Anlagen werden oft miteinander verwechselt, wobei die größere und von weiten gut sichtbare Ruine oberhalb der Jihlava ein beliebtes Ausflugsziel ist.